# Буре барута
Буре барута је био примарни метод складиштења и транспорта великих количина црног барута све до 1870-их и усвајања модерног метка. Са бурадима се морало пажљиво руковати, јер би варница или други извор топлоте могао да изазове брзо сагоријевање садржаја.
У практичној употреби, као буре барута се користила мала бачва како би се ограничила штета од случајних експлозија. Данас су цијењене као колекционарски предмети. Примјерци раних америчких буради барута налазе у величинама као што су 22  висине са 17  пречника и 33  висине са 28  пречника, често са тракама од трске или младице, а не металним тракама да би се избјегле варнице. Бачве за барут за минирање које се користе за рударство или каменоломе често су биле веће од буради за транспорт и складиштење барута за ватрено оружје.

## Метафора
Буре барута је такође метафорички израз за регион који су политичке, социоекономске, историјске или друге околности учиниле складним испадима. Аналогија се изводи из перцепције да одређене територије могу изгледати мирне и успаване, све док други догађај не изазове велики излив насиља. Овај израз се најчешће користи да поједностави и помогне у разумјевању онога што је често сложен скуп околности које доводе до сукоба, као што је Европско буре барута.
Иако се израз може користити за означавање цјелокупне Европе, често се користи посебно за означавање балканских земаља, због њихове улоге у балканским ратовима и Првом свјетском рату. Најчешћи догађај који се приписује употреби израза био је Сарајевски атентат 1914, једна од догађаја који је довео до избијања Првог свјетског рата.